# Пуцар, Джуро
Джюро Пуцар, имел прозвище «Старый» (босн. Đuro Pucar, 13 декабря 1899, Кесичи, близ Босанско-Грахово, Австро-Венгрия — 12 апреля 1979, Белград, Югославия) — югославский боснийский государственный деятель, председатель Президиума Скупщины (1946—1948) и председатель Исполнительного веча Народной Республики Боснии и Герцеговины (1948—1953). Народный герой Югославии.

## Биография
Выходец из бедной крестьянской семьи. Член Союза Коммунистической молодежи Югославии с 1920 г., Коммунистической партии Югославии — с 1922 г. Был особенно активен в организациях Союза рабочих. В 1929 г. был приговорен судом за революционную деятельность к восьми годам лишения свободы. В тюрьме продолжил партийную работу среди заключенных из-за чего был приговорен к двум годам лишения свободы. Таким образом, в общей сложности провел в тюрьме десять лет.

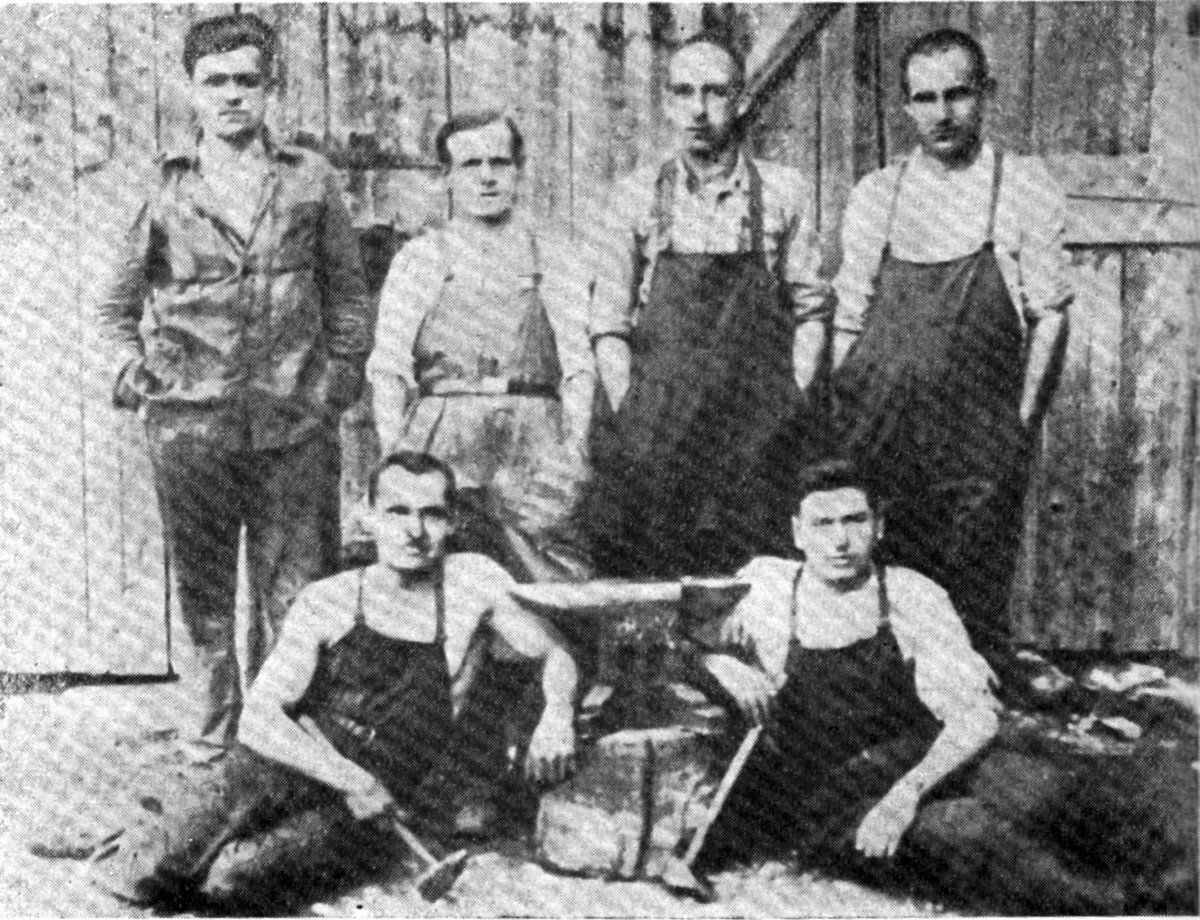
Политические заключённые в тюрьме Сремской-Митровицы: Джуро Пусар вверху справа

После освобождения в 1939 г. нелегально проживал в Сараево и работал в провинциальном комитете Коммунистической партии Боснии и Герцеговины. Вскоре был арестован и выслан на родину, однако вновь вернулся в Сараево и продолжил нелегальную деятельность. В 1940 г. был избран членом Центрального Комитета Коммунистической партии Югославии. Во время фашистской оккупации был одним из главных организаторов освободительного движения в Боснии и Герцеговине. С 1941 г. и до освобождения страны находился в партизанском отряде в Баня-Луке. Был одной из наиболее заметных фигур в освободительном движении в Боснийской Краине, неоднократно принимал участие в боевых операциях, в частности, в наступлении на Козару и Грмеч.
15 октября 1945 года, за выдающиеся заслуги в борьбе с фашизмом был награждён советским полководческим  орденом Кутузова I степени.

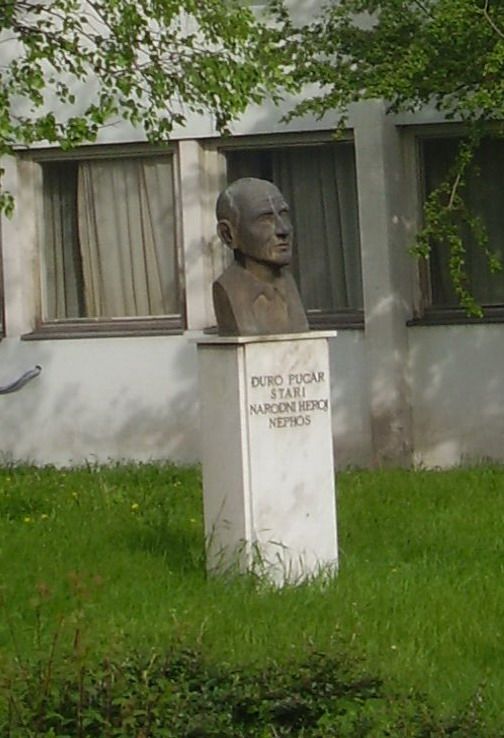
Памятник Джюро Пуцару в Суботице

В послевоенное время занимал ряд ответственных государственных и партийных должностей:
- был министром без портфеля в первом правительстве Боснии и Герцеговины,
- 1946—1948 гг. — председатель Президиума Народной Скупщины,
- 1948—1952 гг. — секретарь Центрального комитета Коммунистичкой партии Боснии и Герцеговины,
- 1948—1953 гг. — премьер-министр,
- март-декабрь 1953 гг. — Председатель Исполнительного веча Народной Республики Боснии и Герцеговины,
- 1952—1965 гг. — председатель Центрального комитета Союза коммунистов,
- 1953—1963 гг. — председатель Президиума Скупщины Народной Республики Боснии и Герцеговины,

Избирался членом и секретарем Исполнительного комитета Центрального Комитета Коммунистической партии Югославии, членом Президиума Социалистического союз трудового народа Югославии и председателем Генеральной совета Социалистического союза трудового народа Боснии и Герцеговины.